# Last Days of Humanity
Last Days of Humanity – holenderski zespół goregrindowy założony w 1989 roku w Holandii w Brabancji Północnej. Zawiesił działalność w 2006 r. i wznowił ją w 2010.

## Obecny skład zespołu
- Marc Palmen – wokal
- Erwin de Wit – gitara basowa
- William Van De Ven – gitara elektryczna
- Joep Van Raak – perkusja
- Melanie Stamp – muzyk sesyjny, gitara basowa

## Dyskografia
- (1992) Last Days of Humanity (demo)
- (1993) Human Atrocity (demo)
- (1994) split z Vulgar Degenerate
- (1995) Pathological Dreams (EP, split z Confessions of Obscurity)
- (1996) Defleshed by Flies (EP, split z Rakitis)
- (1998) Sounds of Rancid Juices Sloshing Around Your Coffin
- (2000) Hymns of Indisgestible Suppuration
- (2000) split, EP z Morgue
- (2001) Comeback of Goregods: Tribute to Regurgitate (kompilacja)
- (2001) Choked in Anal Mange (split, EP z Cock and Ball Torture)
- (2001) 138 Minutes Body Disposal (split, EP z Stoma)
- (2003) Dutch Assault (split, EP z Suppository, SMES-em oraz Inhume)
- (2004) The XTC of Swallowing Feaces (album koncertowy)
- (2005)  In Advanced Haemorrhaging Conditions (EP)
- (2006) Putrefaction in Progress
- (2007) Rest in Gore (kompilacja z lat 1989-2006)